# Fe de etarras
Fe de etarras è un film del 2017 diretto da Borja Cobeaga.
Il film narra l'organizzazione di un attentato dell'ETA che sarebbe dovuto avvenire la notte della finale dei mondiali del 2010, vinti dalla Spagna. La storia, inventata, mostra con il tono dissacratorio di una commedia nera, i vari volti del terrorismo basco (l'"etarra" del titolo significa "aderente all'ETA") che ad un certo punto non ha avuto più ragione d'essere.

## Trama
Dopo un generoso pranzo presso amici e compagni di lotta, Martín è pronto a lasciare i Paesi Baschi alla volta di Madrid, per adempiere al suo dovere di combattente per l'indipendenza. Artetxe fa appena in tempo a consegnargli una pistola con tre proiettili, che nell'appartamento irrompe la polizia spagnola. Nei concitati momenti seguenti tutti sono intenti a distruggere documenti compromettenti, mentre Martín, unico ad essere armato, è anche l'unico a scappare e farla franca.
Dodici anni dopo, nell'estate del 2010, la lotta terroristica sembra essere ormai al crepuscolo ma Martín, dopo una lunga latitanza in Venezuela è pronto per tornare in azione. Preso un appartamento nei sobborghi di Madrid, è affiancato da Álex e Ainara, indecisi sul loro futuro di coppia e l'eventualità di emigrare in Uruguay. La ragazza è infatti ricercata e anche nella preparazione di questo attentato, per sicurezza, non si muoverà dal nascondiglio. Per completare il gruppo Martín ha chiamato un ragazzo Manchego con cui è in contatto da tempo, Pernando, motivatissimo per la causa basca pur non essendo basco. Pernando, che in realtà si chiamerebbe Fernando, sarebbe l'unico esperto di esplosivi, ragion per cui Martín convince gli altri, molto dubbiosi vista la sua origine, ad accettarlo.
In attesa di una telefonata di Artetxe che non arriva mai, i quattro finiscono per calarsi fin troppo nella copertura che li vede come operai edili. Mentre l'odiata nazionale di calcio spagnola procede trionfalmente verso il successo della Coppa del Mondo, un primo tentativo di attentato esplosivo fallisce miseramente. Martín capisce che Pernando non è l'esperto di esplosivi che diceva, poi scopre anche che Ainara non è più ricercata quindi decide di staccare i contatti con Artetxe.
Dopo un po' questi, però, si presenta di persona, proprio la sera della finale dei mondiali. Martín viene apostrofato pesantemente da Artetxe che gli rinfaccia anche l'episodio di dodici anni prima, bollandolo come vigliaccata. Martín, con la stessa pistola che gli fu data all'epoca e che verosimilmente non ha mai usato, uccide Artetxe, quindi viene aiutato dagli altri ad occultarne il cadavere.
Tempo dopo Álex e Ainara si sono stabiliti in quella località e vivono come una coppia felice, e insieme a Martín e Pernando hanno avviato una ditta specializzata in ristrutturazioni edili.

## Produzione
Si tratta del secondo film in lingua spagnola prodotto da Netflix.
Il regista basco Cobeaga aveva pronto il progetto di questo film già da anni. Lui stesso ha poi dovuto riconoscere che attendere qualche anno ha reso ancora più accettabile la trattazione di certi temi, visto l'abbandono ufficiale della violenza da parte degli indipendentisti baschi..

## Distribuzione
Dopo una presentazione in anteprima al Festival di San Sebastian, il film è stato distribuito direttamente su Netflix dal 12 ottobre 2017.